# Adolf von Glümer
Adolf von Glümer (ur. 5 czerwca 1809 w Lengefeld, zm. 3 stycznia 1896 w Metz) – oficer Armii Cesarstwa Niemieckiego w stopniu generała piechoty, uczestnik wojny prusko-austriackiej i wojny prusko-francuskiej.

## Życiorys
W 1831 roku rozpoczął służbę w 26. Pułku Piechoty w stopniu podporucznika. W latach 1835-1838 pobierał nauki w Szkole Wojennej w Berlinie, a po jej ukończeniu został przydzielony do Wydziału Topograficznego Sztabu Generalnego oraz był adiutantem gen. Karla von der Groebena, któremu towarzyszył podczas tłumienia powstania badeńskiego. W 1851 roku został kapitanem (niem. Hauptmann) i dowódcą batalionu w 26. Pułku Piechoty, a 5 lat później, po awansie na majora, powrócił do Sztabu Generalnego. W 1859 roku został przydzielony do 26. Pułku Piechoty, będąc jednocześnie kierownikiem szkoły dywizyjnej w Nysie w stopniu podpułkownika (niem. Oberstleutnant). Dwa lata później objął dowództwo nad 6. Pułkiem Grenadierów oraz otrzymał stopień pułkownika (niem. Oberst). W trakcie wojny prusko-austriackiej uczestniczył w walkach na terenie Hesji, gdzie walczył z jednostkami Królestwa Hanoweru. Po zakończeniu wojny i awansie na generała majora (niem. Generalmajor) został dowódcą 32. Brygady Piechoty w Trewirze. W momencie wybuchu wojny z Francją był dowódcą 13. Dywizją Piechoty w stopniu generała porucznika (niem. Generalleutnant). Jego jednostka wchodziła w skład VII Korpusu gen. Heinricha von Zastrowa. Brał udział między innymi w bitwie pod Borny oraz w bitwie pod Gravelotte. Natsępnie trafił pod rozkazy księcia Fryderyka Karola i uczestniczył w oblężeniu Metzu. W kolejnym starciu pod Nuits został lekko ranny. Po podpisaniu pokoju kończącego wojnę objął stanowisko dowódcy 29. Dywizji Piechoty, a w 1873 roku został komendantem twierdzy Metz. Jeszcze w tym samym roku zrezygnował z funkcji i przeszedł w stan spoczynku w stopniu generała piechoty (niem. General der Infanterie). Będąc na emeryturze, w 1878 roku, na prośbę cesarza Wilhelma I podjął się zadania skonsolidowania związku weteranów, jednak 2 lata później jego wysiłki zakończyły się porażką. 

## Odznaczenia
Odznaczenia gen. von Glümera to między innymi:
- Order Pour le Mérite
- Order Orła Czerwonego II klasy z gwiazdą, liśćmi dębu i mieczami
- Komandor Orderu Hohenzollernów z mieczami
- Krzyż Żelazny I klasy
- Order Świętego Jana
- Komandor I klasy Orderu Zasługi Wojskowej (Bawaria)
- Krzyż Wielki Orderu Lwa Zeryngeńskiego (Badenia)
- Krzyż Zasługi Orderu Domowego z mieczami (Lippe)
- Medal Zasługi Wojskowej z mieczami (Schaumburg-Lippe)
- Kawaler Orderu Korony Żelaznej II klasy (Austro-Węgry)